# Mohamed Mohsen
Mohamed Mohsen (tiếng Ả Rập: محمد محسن; sinh ngày 1 tháng 10 năm 1990) là một cầu thủ bóng đá người Ai Cập hiện tại thi đấu ở vị trí tiền vệ trung tâm cho câu lạc bộ Ai Cập Raja CA.